# La Serpent
La Serpent es una localidad y comuna francesa, situada en el departamento del Aude en la región de Languedoc-Roussillon, situada a unos 350 metros de altitud sobre el nivel del mar. 
A sus habitantes se les conoce por el gentilicio Serpentois.

## Demografía
| 98 | 106 | 95 | 91 | 85 | 77 |
| Para los censos de 1962 a 1999 la población legal corresponde a la población sin duplicidades (Fuente: INSEE [Consultar]) |     |    |    |    |    |

(Población sans doubles comptes según la metodología del INSEE).

## Lugares de interés
- Castillo del siglo XVII que reproduce la arquitectura del de Versalles.